# A Prospect of Derby
A Prospect of Derby (en français : Vue de la ville de Derby) est un tableau de 1725, peint par un artiste inconnu, qui montre un plan de la ville de Derby au début du XVIIIe siècle.

## Description
A Prospect of Derby donne une description de la ville de Derby en Angleterre telle qu'elle était au début du XVIIIe siècle. On peut voir sur la gauche du tableau une maison appelé Castlefield, qui était la demeure de la famille Borrow. Il y a des portraits d'Isaac, Thomas et Ann Borrow au Derby Museum and Art Gallery. À gauche, au centre, il y a l'Exeter House qui a été détruite depuis, mais qui fut célèbre pour avoir logé Bonnie Prince Charlie lorsqu'il décida de rebrousser chemin avec son armée écossaise et de ne pas aller à Londres récupérer le trône. Les grands bâtiments sur la droite sont des moulins qui fonctionnent grâce à la rivière Derwent. Bien qu'un des bâtiments n'existe plus, le moulin de droite est devenu le musée des industries de Derby et est maintenant inscrit au patrimoine mondial de l'UNESCO depuis 2001, avec les usines de la vallée de la Derwent. 

## Provenance
Le tableau a été acheté par le Derby Museum and Art Gallery à un collectionneur européen, aux enchères de Sotheby's, en 2004.